# Смилович, Джейсон
Дже́йсон Смило́вич — американский писатель и исполнительный продюсер, а также создатель телесериалов «Карен Сиско», «Похищенные», «Мой собственный злейший враг» и «Кондор» . Он также написал сценарий к фильму «Счастливое число Слевина».

## Биография
Смилович окончил университет Мэриленда по специальности «политическая теория и философия». Он часто работал с режиссёром-продюсером Майклом Диннером. Его продюсерская компания — Dark & Stormy Entertainment, в 2007 году подписала контракт с Universal.

## Фильмография

### Фильмы
| Год  | Заголовок                | Примечания |
| ---- | ------------------------ | ---------- |
| 2006 | Счастливое число Слевина | Сценарист  |
| 2016 | Парни со стволами        | Сценарист  |

### Телевидение
| Год             | Заголовок                    | Примечания                                        |
| --------------- | ---------------------------- | ------------------------------------------------- |
| 2003 – 2004 гг. | Карен Сиско                  | Разработчик, сценарист, соисполнительный продюсер |
| 2006 – 2007 гг. | Похищен                      | Создатель, сценарист, исполнительный продюсер     |
| 2007 год        | Бионическая женщина          | Сценарист, исполнительный продюсер                |
| 2008 год        | Мой собственный злейший враг | Создатель, исполнительный продюсер                |
| 2018 год        | Кондор                       | Создатель, исполнительный продюсер                |

## Личная жизнь
Смилович еврей.

## Интересные факты
Смилович был сценаристом первой версии (2015 год) мини-сериала в жанре психологического триллера «Переполненная комната»; сериал вышел позже (9 июня 2023 года) и в другой версии (со сценаристом Акивой Голдсманом).